# Geest (alchemie)
Geest (Latijn: spiritus) is een begrip uit de alchemie waarvan de betekenis soms onhelder is. In het algemeen duiden alchemisten er dampen en gassen mee aan, waarmee het tegenover lichaam staat, dat zwaardere substanties aanduidt. Een derde term die hierbij aansluit is ziel, de meest abstracte van de drie. Mogelijk duidt het op een (re)vitaliserend principe van materie. Concrete specificaties ontbreken bij dergelijke termen in alchemistische teksten.
In de alchemistische betekenis verwijst geest  naar hetzelfde begrip als in het gewone spraakgebruik: er is "iets", we weten alleen niet hoe we het moeten waarnemen, of meten. In de premoderne tijd waren gassen niet gemakkelijk te beschrijven. Tijdens een destillatie van bier was bijvoorbeeld wel duidelijk dat er iets uit het bier ontweek, alleen was het niet te zien. Het condensaat, redelijk drinkbaar als een soort jenever, dat in de koeler neersloeg leek uit het niets te ontstaan. In plaatjes van destillaties wordt in deze periode dan ook een duif (als zinnebeeld van geest) weergegeven.
Met de ontwikkeling van het begrip gas verviel de noodzaak van de alchemistische geest.
In sommige oudere benamingen komt de term geest in deze betekenis nog voor:
- zoutgeest voor waterstofchloride
- houtgeest voor methanol
- wijngeest voor ethanol
- brandspiritus voor niet geheel zuivere ethanol, die gebruikt wordt als schoonmaakmiddel en brandstof